# 毀禮
毀禮（英語：Broken Rites）或正式名稱：毀禮（澳洲）公司（英語：Broken Rites (Australia) Collective Inc.）是一個藉個案研究來揭發及讉責澳洲天主教教會性暴力的組織，並且協助受害者從法律的途徑制裁犯人。直至2013年11月，該組織已經在它的網頁上列舉了360宗天主教教會的性暴力個案。

## 組織
毀禮是由一班志願人士結合而成的組織，該組織的行政團隊由半退休的專業人士組成，擅長於調查及研究；而且他們都是澳洲天主教會性暴力的受害者。由於他們熟知天主教教會的內部運作，因此可以蒐集到大量有關教會的性暴力個案。